# Fram (schip, 2007)
De Fram is een Noors cruiseschip van de rederij Hurtigruten. Zijn naam is afkomstig van het expeditieschip waarmee Fridtjof Nansen en Roald Amundsen hun befaamde ontdekkingsreizen rond Antarctica en de Noordpool voltrokken. Het 114 meter lange en 20,2 meter brede schip is uitgerust met een versterkte romp. Hierdoor heeft het schip de mogelijkheid om als ijsbreker op te treden.

## Bouw en oplevering
Scheepswerf Fincantieri kreeg in september 2005 de opdracht om te beginnen met de bouw van de Fram. De kiellegging werd in augustus 2006 voltooid, waarna in november de tewaterlating volgde. In februari 2007 kon worden begonnen met proefvaren. Op 23 april 2007 werd de Fram opgeleverd aan Hurtigruten. De naam Fram werd officieel vastgelegd tijdens een ceremonie in mei 2007.

## Interieur
Het interieur van de Fram is sterk gebaseerd op de Groenlandse taal en cultuur. Publieke ruimtes danken hun namen bijvoorbeeld aan Inuit-woorden met symbolische betekenissen van lucht, zee en land. Verder is het interieur voornamelijk opgetrokken uit typisch Noorse materialen zoals wol, leer en eikenhout. Op dek 4 staat een borstbeeld van Fridtjof Nansen die met het gelijknamige schip 'Fram' uit 1893 naar de Noordpool vaarde.

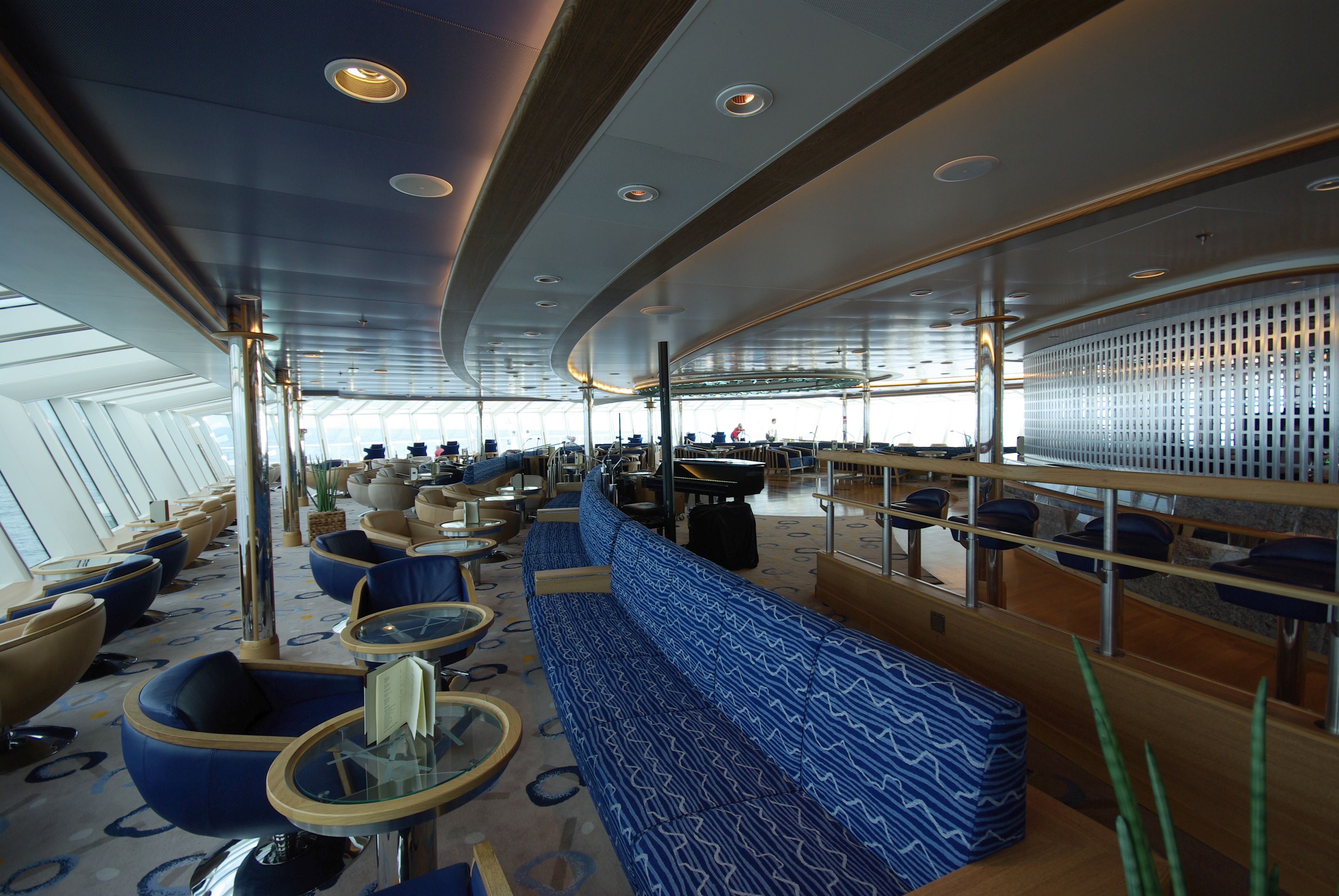
Panoramasalon
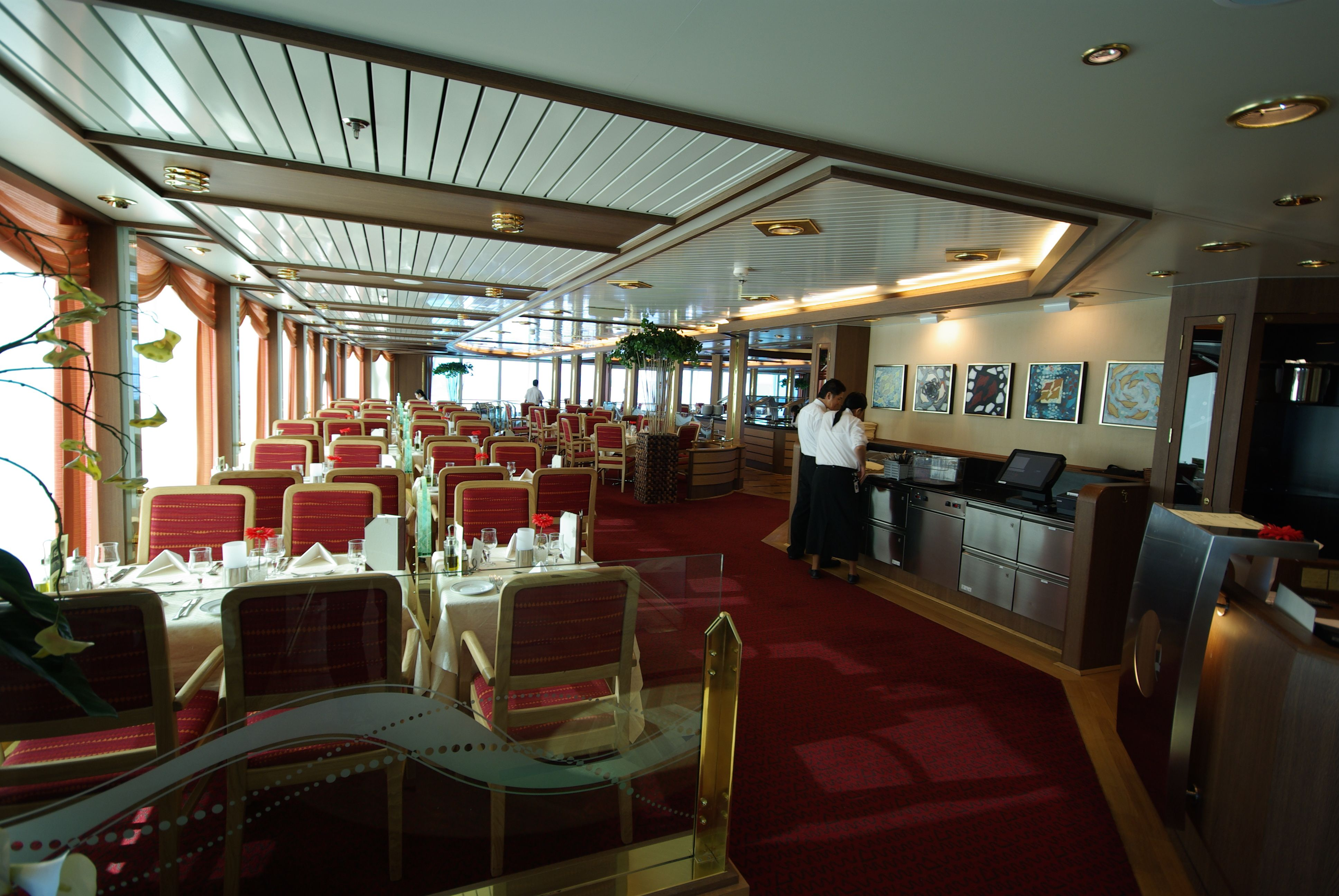
Restaurant
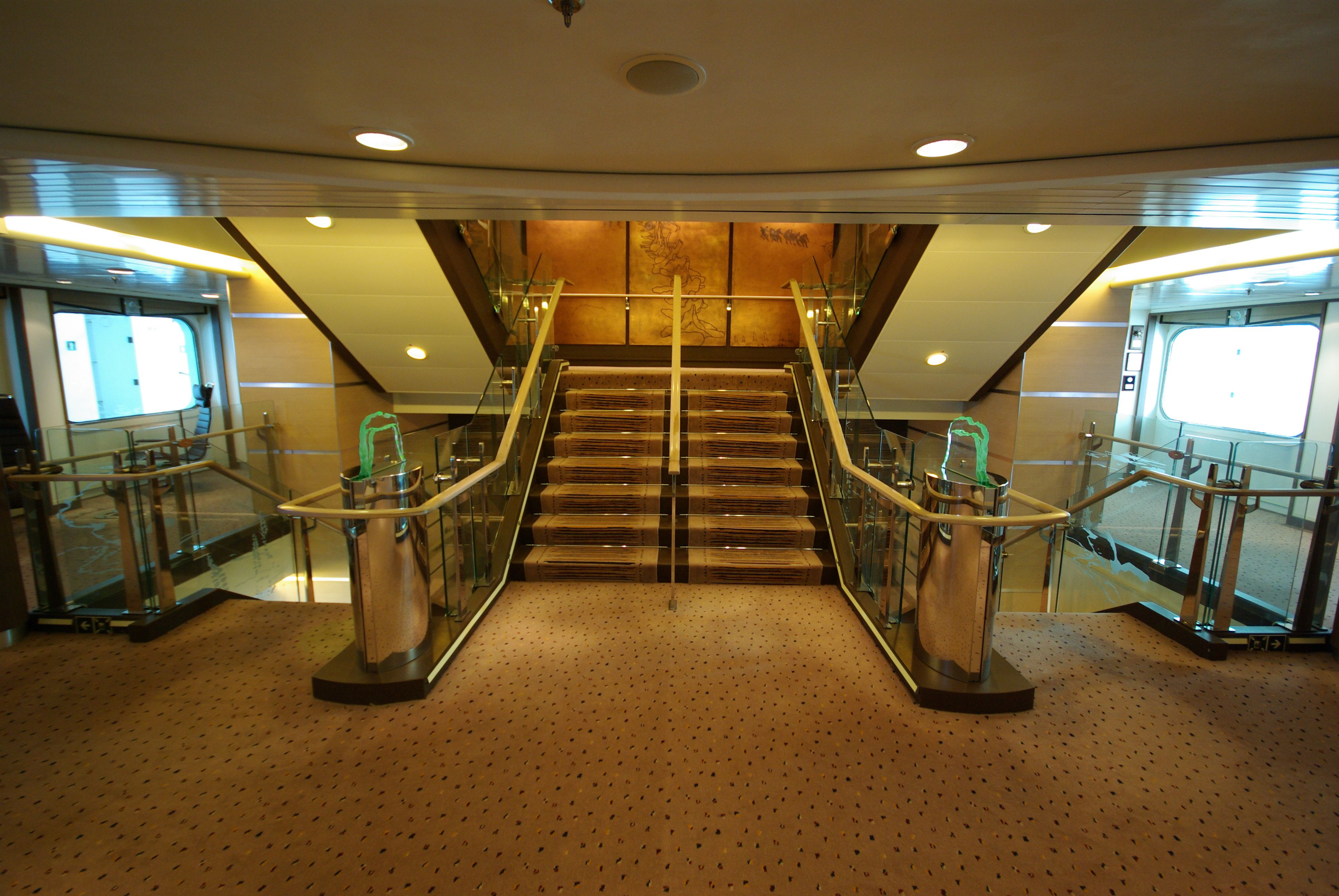
Trappenhal
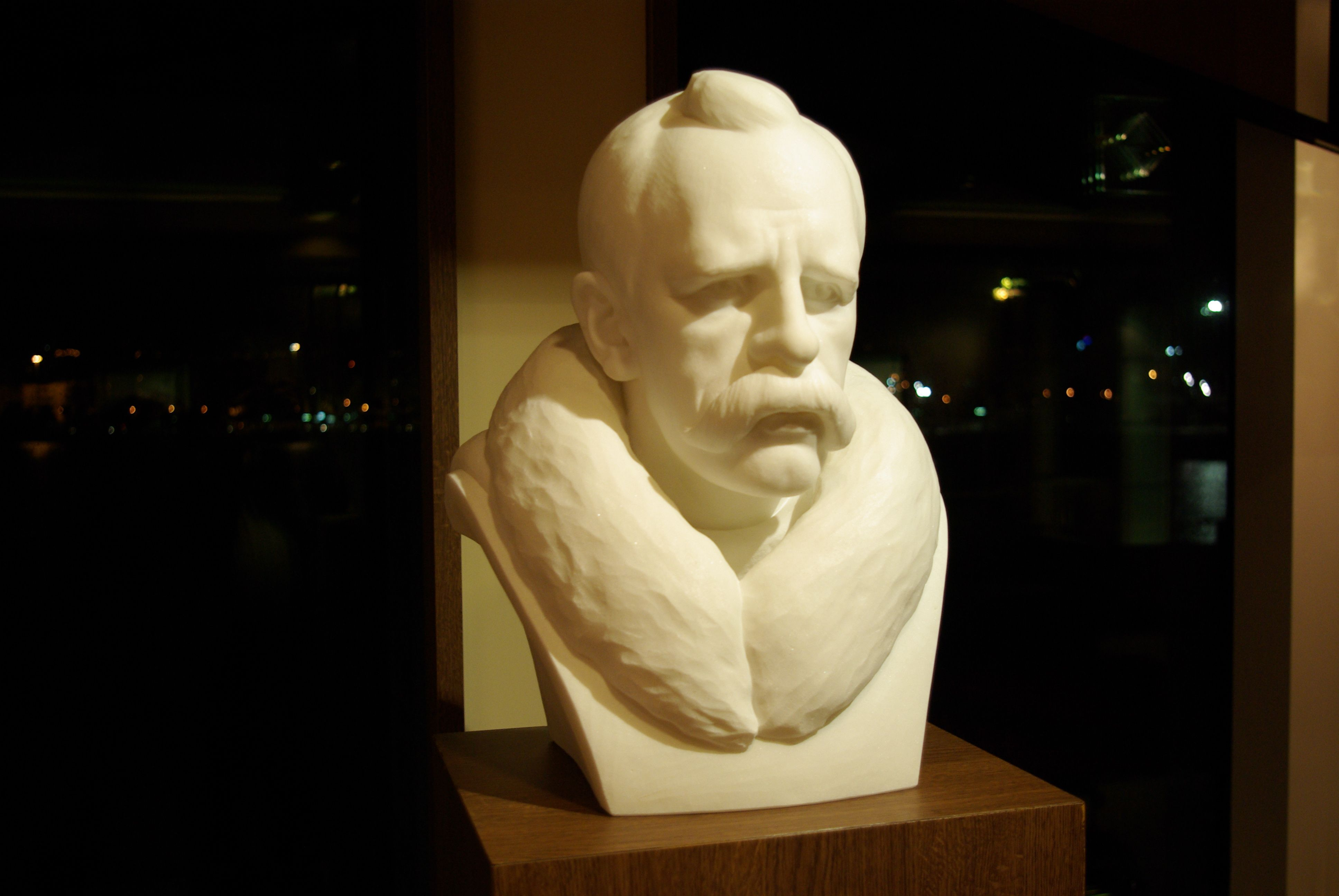
Borstbeeld van Fridtjof Nansen
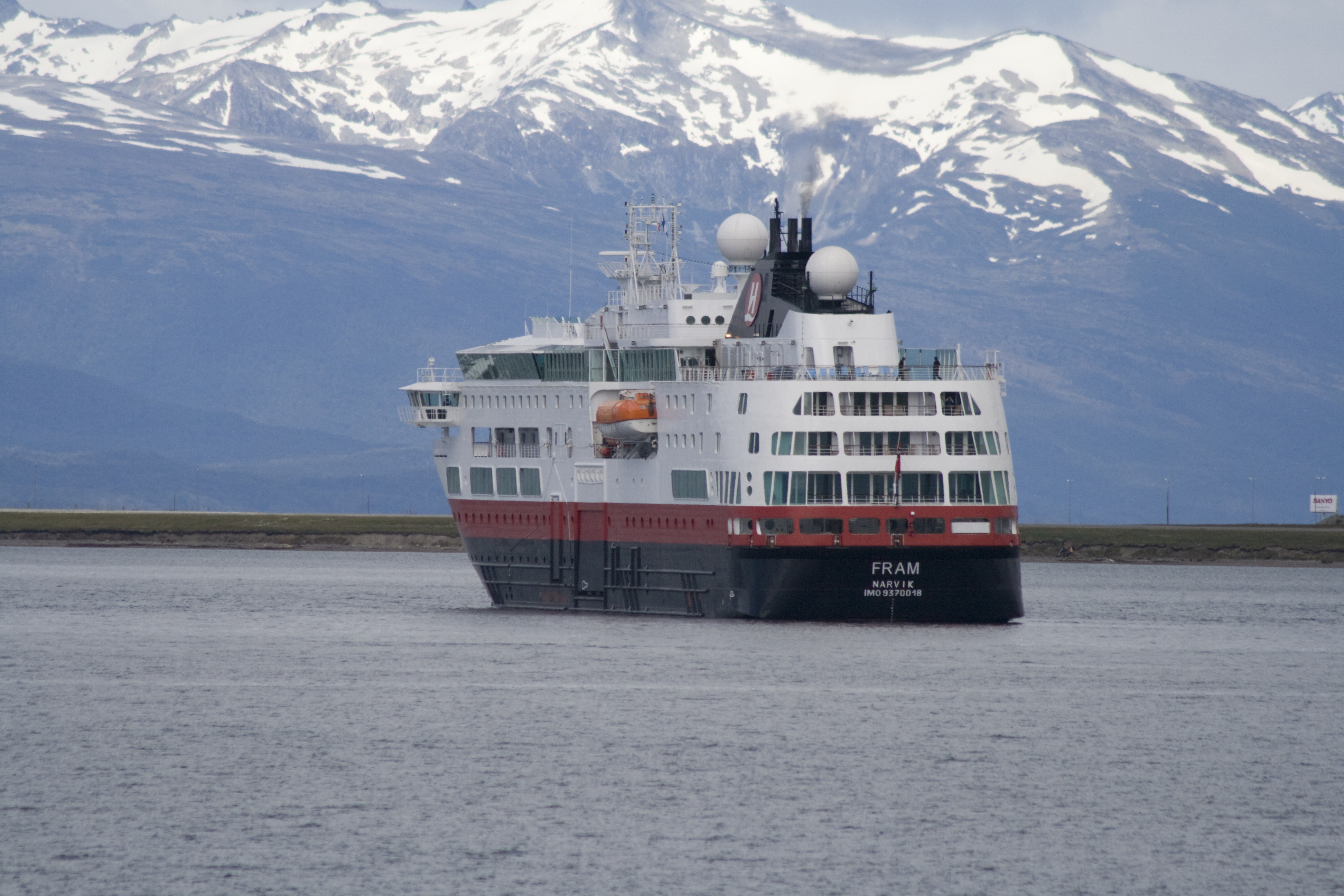
Fram in open water

## Expedities
Tijdens de zomers op het noordelijk halfrond kunnen passagiers aanmonsteren voor expedities in het noordpoolgebied en rond Groenland. In de noordelijke winters vaart het schip in het Antarctisch gebied.
Eenmaal op de bestemming kunnen de passagiers op expeditie gaan. Speciaal hiervoor beschikt de bemanning van de Fram over een expeditieteam. Dit team is samengesteld uit een expeditieleider, een assistent-expeditieleider en verschillende experts en lectoren.
Aangezien de Fram vrijwel nooit aanmeert in havens beschikt het schip over haar eigen pendelbootjes die passagiers van het schip naar de wal en terug brengen.

## Stroomstoring en aanvaring
In de nacht van 28 op 29 december 2007, enkele maanden na haar eerste reis, werd de Fram getroffen door een stroomstoring in de buurt van Browns Bluff in het Antarctisch gebied. Door deze stroomstoring viel ook de voortstuwing van het schip uit. Hierdoor kwam het schip in aanvaring met een ijsberg. De aanvaring verwoestte een reddingsboot, maar passagiers en bemanningsleden bleven ongedeerd. Na ongeveer een uur werd de stroomstoring verholpen en kon het schip zich naar King George Island begeven om de schade te inspecteren. Hier werd vastgesteld dat het schip geen ernstige schade had opgelopen en de vaart kon worden hervat.